# Festival Wagner di Lipsia
Il Festival Wagner è un evento culturale che si svolge a Lipsia, per una settimana,  intorno al compleanno del compositore Richard Wagner.

## Carattere
Il Festival di Lipsia vuole commemorare il compositore, nato a Lipsia, con una varietà di eventi multimediali. Oltre alla musica, il focus degli eventi è la vita e il lavoro del compositore, con letture, mostre e discussioni. Le manifestazioni si svolgono in luoghi diversi, tra cui la Gewandhaus, la Thomaskirche, il Museo delle Belle Arti, il Teatro dell'Opera e la Schauspielhaus di Lipsia. Ciò che è anche importante per il concetto di Festival è l'utilizzo di luoghi insoliti come edifici industriali in disuso, cinema e altri luoghi. La diversità programmatica spazia dall'opera al cabaret e ad altri eventi.
Nel corso degli anni, il Festival Wagner si è saldamente affermato nella vita musicale della città, e con il suo carattere giovane e non convenzionale, costituisce un momento clou annuale della cultura di Lipsia accanto al Bachfest Leipzig e al Festival di Mendelssohn. Dal 2006, anno della prima edizione, al 2010 il numero di visitatori è raddoppiato ogni anno.

## Richard Wagner Society Lipsia 2013
Il Festival Wagner è sponsorizzato dalla Richard Wagner Society Leipzig 2013. Venne fondato nel novembre 2002 con l'intenzione di commemorare il compositore Richard Wagner in preparazione del 200º anniversario della sua nascita nella città natale. Oltre a organizzare il Festival Wagner a Lipsia, l'associazione sta lavorando con altre istituzioni per creare un nuovo luogo di incontro multifunzionale che possa essere utilizzato sia a livello culturale che economico. Inoltre, l'associazione vorrebbe confrontarsi con compositori noti e sconosciuti contemporanei di Richard Wagner per evidenziare l'influenza di Wagner sulle loro opere e trasmettere idee al pubblico.

### Membri onorari
- Georg Christoph Biller, ex Thomaskantor
- i musicologi Werner Wolf e Johannes Forner
- Joachim Herz, regista
- Hannelore Hilbig
- Peter Konwitschny, regista d'opera
- Martin Petzold, cantante
- Udo Reiter, direttore del Mitteldeutscher Rundfunk
- Bernd Weikl, cantante e regista d'opera

### Membri fondatori
- Philipp J. Neumann, regista
- Jan Peter, direttore
- David Timm, direttore della musica dell'Università di Lipsia